# 森浦大輔
森浦 大輔（もりうら だいすけ、1998年6月15日 - ）は、和歌山県新宮市出身のプロ野球選手（投手）。左投左打。広島東洋カープ所属。

## 経歴

### プロ入り前
新宮市立丹鶴小学校1年次に新宮パワーウエーブに入団して野球を始め、新宮市立緑丘中学校では軟式野球部に所属した。
天理高校に進学し、2年時に第87回選抜高等学校野球大会、第97回全国高等学校野球選手権大会に出場する。高校卒業後は天理大学に進学する。1年春には3勝負け無しで防御率0.92の好成績を記録し、全日本大学野球選手権では2回戦の対大阪商業大学戦に登板し16奪三振と好投した。大学時代の通算成績は21勝10敗、MVPと敢闘賞を各2回、最優秀投手、特別賞、ベストナイン各1回。大学の1年先輩に、後にプロでもチームメイトとなる石原貴規がいた。
2020年のドラフト会議で広島東洋カープからドラフト2位指名を受けた。12月3日に契約金6000万円、年俸1100万円（金額は推定）という条件で入団した。背番号は13。担当スカウトは鞘師智也。

### 広島時代
2021年は、3月27日の中日ドラゴンズ戦でプロ初登板を果たし、二死を取った後に3四死球で満塁としたものの、大島洋平をセカンドゴロに打ち取り無失点で登板を終え、プロ初ホールドを記録した。5月28日の千葉ロッテマリーンズ戦では5回二死二塁から登板し、1回1/3を無失点に抑えてプロ初勝利を記録した。最終的には54試合に登板し、3勝3敗17ホールド（17ホールドは球団新人最多記録）、防御率3.17を記録した。オフに、1100万円増となる推定年俸2200万円で契約を更改した。
2022年は、開幕は二軍スタートになるも、4月22日に一軍へ昇格。4月28日の東京ヤクルトスワローズ戦から6月10日の埼玉西武ライオンズ戦まで14試合連続無失点を記録した。6月は11試合に登板し9ホールド、防御率1.74を記録。さらに、9月13日の阪神タイガース戦から最終戦となった10月2日の中日ドラゴンズ戦までリーグタイとなる10試合連続登板を記録した。最終的には2年連続でチーム最多登板となる51試合に登板し、3勝6敗24ホールド、防御率3.30を記録した。2年連続で50試合登板を果たし、チーム最多最多ホールドとなった。12月1日、1800万円増となる推定年俸4000万円で契約を更改した。
2023年は開幕二軍スタート。5月20日に一軍昇格し、13試合に登板するも、未ホールドのまま9月4日に登録抹消。その後一軍昇格はなかった。11月15日、500万円減となる推定年俸3500万円で契約を更改した。
2024年1月28日に一般女性と結婚したことを2月1日に球団を通して発表した。6月1日、交流戦・対福岡ソフトバンクホークス2回戦（みずほPayPayドーム）7回裏に2番手として登板した際、9番柳町達、1番佐藤直樹、2番今宮健太を三者連続三球三振に打ち取り、前年6月6日同球場においてリバン・モイネロ（ソフトバンク）が達成して以来NPB史上19人目（21度目）の記録を達成した。6月14日の対東北楽天ゴールデンイーグルス戦（楽天モバイルパーク宮城）延長10回表に5番手登板、満塁のピンチを無失点で切り抜け2年ぶりに勝利投手となった。同年は53試合に登板し、2勝0敗17ホールド、防御率2.51を記録。11月25日、2800万円増となる推定年俸6300万円で契約を更改した。

## 選手としての特徴
ストレートの最速はアマチュア時代は148km/h。変化球はスライダー、カーブ、チェンジアップを投じる。中でもチェンジアップは“魔球”とも称されるほどの大きな武器となっている。

## 詳細情報

### 年度別投手成績
| 年 度     | 球 団     | 登 板 | 先 発 | 完 投 | 完 封 | 無 四 球 | 勝 利 | 敗 戦 | セ 丨 ブ | ホ 丨 ル ド | 勝 率 | 打 者 | 投 球 回 | 被 安 打 | 被 本 塁 打 | 与 四 球 | 敬 遠 | 与 死 球 | 奪 三 振 | 暴 投 | ボ 丨 ク | 失 点 | 自 責 点 | 防 御 率 | W H I P |
| --------- | --------- | ----- | ----- | ----- | ----- | -------- | ----- | ----- | -------- | ----------- | ----- | ----- | -------- | -------- | ----------- | -------- | ----- | -------- | -------- | ----- | -------- | ----- | -------- | -------- | ------- |
| 2021      | 広島      | 54    | 0     | 0     | 0     | 0        | 3     | 3     | 0        | 17          | .500  | 206   | 48.1     | 39       | 3           | 21       | 1     | 4        | 41       | 3     | 0        | 18    | 17       | 3.17     | 1.24    |
| 2022      | 広島      | 51    | 0     | 0     | 0     | 0        | 3     | 6     | 0        | 24          | .333  | 201   | 46.1     | 47       | 4           | 16       | 3     | 3        | 48       | 1     | 1        | 17    | 17       | 3.30     | 1.36    |
| 2023      | 広島      | 13    | 0     | 0     | 0     | 0        | 0     | 0     | 0        | 0           | ----  | 57    | 11.2     | 11       | 1           | 12       | 0     | 0        | 8        | 2     | 0        | 8     | 8        | 6.17     | 1.97    |
| 2024      | 広島      | 53    | 0     | 0     | 0     | 0        | 2     | 0     | 0        | 17          | 1.000 | 203   | 46.2     | 40       | 1           | 27       | 6     | 1        | 43       | 0     | 0        | 13    | 13       | 2.51     | 1.59    |
| 通算：4年 | 通算：4年 | 171   | 0     | 0     | 0     | 0        | 8     | 9     | 0        | 58          | .471  | 667   | 153.0    | 137      | 9           | 76       | 8     | 7        | 140      | 6     | 1        | 56    | 55       | 3.24     | 1.39    |

- 2024年度シーズン終了時
- 各年度の太字はリーグ最多

### 年度別守備成績
| 年 度 | 球 団 | 投手  | 投手  | 投手  | 投手  | 投手  | 投手     |
| 年 度 | 球 団 | 試 合 | 刺 殺 | 補 殺 | 失 策 | 併 殺 | 守 備 率 |
| ----- | ----- | ----- | ----- | ----- | ----- | ----- | -------- |
| 2021  | 広島  | 54    | 1     | 11    | 0     | 0     | 1.000    |
| 2022  | 広島  | 51    | 0     | 5     | 0     | 0     | 1.000    |
| 2023  | 広島  | 13    | 0     | 9     | 0     | 0     | 1.000    |
| 2024  | 広島  | 53    | 3     | 6     | 0     | 0     | 1.000    |
| 通算  | 通算  | 171   | 4     | 31    | 0     | 0     | 1.000    |

- 2024年度シーズン終了時

### 記録

#### 初記録
- 初登板・初ホールド：2021年3月27日、対中日ドラゴンズ2回戦（MAZDA Zoom-Zoom スタジアム広島）、7回表に2番手で救援登板、1回無失点[11]
- 初奪三振：2021年3月28日、対中日ドラゴンズ3回戦（MAZDA Zoom-Zoom スタジアム広島）、7回表に根尾昂から空振り三振[要出典]
- 初勝利：2021年5月28日、対千葉ロッテマリーンズ1回戦（ZOZOマリンスタジアム）、5回裏に2番手で救援登板、1回1/3を無失点[12]
- 初セーブ：2025年7月31日、対阪神タイガース18回戦（阪神甲子園球場）、9回裏に5番手で救援登板・完了、1回無失点[32]

その他の記録
- 三者連続三球三振：2024年6月1日、対福岡ソフトバンクホークス2回戦（みずほPayPayドーム福岡）、7回裏に柳町達、佐藤直樹、今宮健太から ※史上19人目[21]

### 背番号
- 13[9]（2021年 - ）